# Lijst van voetbalinterlands Oostenrijk - Sovjet-Unie
Deze lijst van voetbalinterlands is een overzicht van alle officiële voetbalwedstrijden tussen de nationale teams van Oostenrijk en de Sovjet-Unie. De landen speelden veertien keer tegen elkaar. De eerste ontmoeting, een groepswedstrijd tijdens het Wereldkampioenschap voetbal 1958, werd gespeeld in Borås (Zweden) op 11 juni 1958. Het laatste duel, een kwalificatiewedstrijd voor het Wereldkampioenschap voetbal 1990, vond plaats op 6 september 1989 in Wenen.

## Wedstrijden
| №  | Plaats    | Datum             | Competitie           | Wedstrijd                | Uitslag |
| -- | --------- | ----------------- | -------------------- | ------------------------ | ------- |
| 1  | Borås     | 11 juni 1958      | WK 1958              | Oostenrijk – Sovjet-Unie | 0 – 2   |
| 2  | Wenen     | 4 september 1960  | Vriendschappelijk    | Oostenrijk – Sovjet-Unie | 3 – 1   |
| 3  | Moskou    | 10 september 1961 | Vriendschappelijk    | Sovjet-Unie – Oostenrijk | 0 – 1   |
| 4  | Wenen     | 11 oktober 1964   | Vriendschappelijk    | Oostenrijk – Sovjet-Unie | 1 – 0   |
| 5  | Moskou    | 16 mei 1965       | Vriendschappelijk    | Sovjet-Unie – Oostenrijk | 0 – 0   |
| 6  | Wenen     | 24 april 1966     | Vriendschappelijk    | Oostenrijk – Sovjet-Unie | 0 – 1   |
| 7  | Moskou    | 11 juni 1967      | EK 1968 kwalificatie | Sovjet-Unie – Oostenrijk | 4 – 3   |
| 8  | Wenen     | 15 oktober 1967   | EK 1968 kwalificatie | Oostenrijk – Sovjet-Unie | 1 – 0   |
| 9  | Leningrad | 16 juni 1968      | Vriendschappelijk    | Sovjet-Unie – Oostenrijk | 3 – 1   |
| 10 | Wenen     | 23 juni 1976      | Vriendschappelijk    | Oostenrijk – Sovjet-Unie | 1 – 2   |
| 11 | Wenen     | 17 mei 1983       | Vriendschappelijk    | Oostenrijk – Sovjet-Unie | 2 – 2   |
| 12 | Tbilisi   | 27 maart 1985     | Vriendschappelijk    | Sovjet-Unie – Oostenrijk | 2 – 0   |
| 13 | Kiev      | 19 oktober 1988   | WK 1990 kwalificatie | Sovjet-Unie – Oostenrijk | 2 – 0   |
| 14 | Wenen     | 6 september 1989  | WK 1990 kwalificatie | Oostenrijk – Sovjet-Unie | 0 – 0   |

## Samenvatting
| Competitie        | Totaal gespeeld | Winst Oostenrijk | Gelijk | Winst Sovjet-Unie | Doelsaldo Oostenrijk – Sovjet-Unie |
| ----------------- | --------------- | ---------------- | ------ | ----------------- | ---------------------------------- |
| WK-eindronde      | 1               | 0                | 0      | 1                 | 0 − 2                              |
| WK-kwalificatie   | 2               | 0                | 1      | 1                 | 0 − 2                              |
| EK-kwalificatie   | 2               | 1                | 0      | 1                 | 4 − 4                              |
| Vriendschappelijk | 9               | 3                | 2      | 4                 | 9 − 11                             |
| Totaal            | 14              | 4                | 3      | 7                 | 13 − 19                            |